# تور آریوا
تور آریوا (انگلیسی: Tour Areva) آسمان‌خراش ۴۴ طبقه مستقر در لا دفانس، فرانسه و متعلق به شرکت آریوا است، که پروژه ساخت آن در سال ۱۹۷۲ آغاز شد و در سال ۱۹۷۴ به بهره‌برداری رسید.